# A család (televíziós sorozat, 2023)
A család (eredeti cím: Aile) egy 2023 és 2024 között vetített török drámasorozat, melynek főszereplői a Tiltott szerelem című sorozatból ismert Kıvanç Tatlıtuğ és Serenay Sarıkaya. A sorozat a Maffiózók című amerikai televíziós sorozat alapján készült.
Törökországban a sorozat 2023. március 7. és 2024. január 30. között volt látható a Show TV-n. Magyarországon 2024. május 2-a és 2024. szeptember 16. között sugározta az Izaura TV.

## Ismertető
A jól ismert családból származó Aslan Soykan találkozik egy Devin Akın nevű pszichológussal, akivel már korábban, egy repülőn találkozott egy isztambuli repülőút során.

## Szereplők
| Színész          | Szereplő            | Magyar hang        |
| ---------------- | ------------------- | ------------------ |
| Kıvanç Tatlıtuğ  | Aslan Soykan        | Makranczi Zalán    |
| Serenay Sarıkaya | Devin Akın          | Bogdányi Titanilla |
| Nejat İşler      | Cihan Soykan        | Papp Dániel        |
| Nur Sürer        | Hülya Soykan        | Kiss Erika         |
| Canan Ergüder    | Leyla Soykan Sayıcı | Kelemen Kata       |
| İpek Tenolcay    | Neşe                | Kovács Nóra        |
| Emel Göksu       | Seher Soykan        | Halász Aranka      |
| Musa Uzunlar     | İlyas Koruzade      | Rába Roland        |
| Levent Ülgen     | İbrahim Soykan      | Mihályi Győző      |
| Rüçhan Çalışkur  | Kıymet Koruzade     |                    |
| Selin Şekerci    | Serap Koruzade      | Mikecz Estilla     |
| Ayda Aksel       | Nedret Soykan       |                    |

## Évados áttekintés
| Évad | Évad | Epizódok | Epizódok | Eredeti sugárzás | Eredeti sugárzás | Magyar sugárzás  | Magyar sugárzás      |
| Évad | Évad | Török    | Magyar   | Évadbemutató     | Évadzáró         | Évadbemutató     | Évadzáró             |
| ---- | ---- | -------- | -------- | ---------------- | ---------------- | ---------------- | -------------------- |
|      | 1.   | 13       | 40       | 2023. március 7. | 2023. május 30.  | 2024. május 2.   | 2024. június 27.     |
|      | 2.   | 17       | 55       | 2023. október 3. | 2024. január 30. | 2024. június 28. | 2024. szeptember 16. |

## Gyártás és kiadás
A szereposztást 2022-ben kezdték meg. Kezdetben İbrahim Çelikkolra gondoltak a férfi főszerepre, de később Kıvanç Tatlıtuğ kapta meg a szerepet. A főhősnő szerepét Serenay Sarıkayára bízták.
A forgatás Isztambulban és İzmirben zajlott. A sorozat forgatását 2022 októberében elhalasztották.
A család első epizódját 2023. február 14-én adták volna le, azonban a 2023-as Kahramanmaraş-i földrengések miatt elhalasztották a premiert.